# Gonomyia auchetes
Gonomyia auchetes là một loài ruồi trong họ Limoniidae. Chúng phân bố ở miền Australasia.